# Delias agoranis
Delias agoranis är en fjärilsart som beskrevs av Grose-smith 1887. Delias agoranis ingår i släktet Delias och familjen vitfjärilar. Inga underarter finns listade i Catalogue of Life.